# أدمير تشاتوفيتش
أدمير تشاتوفيتش (بالسويدية: Admir Ćatović)‏ (5 سبتمبر 1987) لاعب كرة قدم سويدي من أصل بوسني من دون نادي حاليا يجيد اللعب في مركز الوسط المهاجم كما يجيد اللعب في مراكز الجناح الأيمن والجناح الأيسر والمهاجم.

## الإنجازات

### أيك سولنا
- سوبرتان (1): 2005
- كأس السوبر (1): 2010

### المحرق
- كأس ملك البحرين (1): 2016

## روابط خارجية
- أدمير تشاتوفيتش على موقع اتحاد السويد (السويدية)
- أدمير تشاتوفيتش على موقع قاعدة بيانات كرة القدم.إي يو (الإنجليزية)
- أدمير تشاتوفيتش على موقع Soccerway.com (الإنجليزية)